# Шахты Танда
Шахты Танда (в русскоязычной эзотерической литературе также «Норы смерти Валумбе») — старинные шахты в Уганде, на холме Танда. Они представляют собой отверстия в земле глубиной от 3 до 9 метров. На холме насчитывается более пятидесяти шахт (по некоторым источникам — 240). Всего поблизости в 1920—1950 годы было обнаружено 9 групп таких шахт. Уже в колониальное время было предположено, что это заброшенные шахты для добычи каолина; известно, что добыча происходила по крайней мере в одной из групп. Также существует предположение о том, что шахты использовались для хранения продуктов (неглубокие шахты на территории Уньоро использовались для этой цели в начале XX века).
В этом регионе, по замечанию автора путеводителя по Уганде А. Робертса, ни одна из достопримечательностей нимало не интересна; как пример этого Робертс приводит шахты Танды и иронически отмечает, что после посещения шахт наступают размышления о том, оправданы ли были финансовые затраты (вход на территорию сто́ит около пяти долларов США).

## Легенды
Название холма происходит от лугандского lutanda, что означает «трещина» и отражает местные верования о том, что трещины в земле ведут в потусторонний мир. На гребне холма над шахтами стоит главный храм Валумбе; его главный жрец, Накабаале, принадлежит к клану Колобуса (тотемом которого является обезьяна колобус). Этот наследственный титул является предметом гордости клана; предания указывают на способность Накабаале общаться с потусторонними силами.
Местные легенды объясняют появление этих нор сражением сына бога Гулу Кайкузи с Валумбе. Согласно легенде Валумбе стал убивать детей первых людей Кинту и Намби, что не понравилось богу неба Гулу и он послал Кайкузи, чтобы обуздать и поймать Валумбе. Но Валумбе нырнул под землю. Кайкузи стал рыть отверстия, чтобы найти Валумбе и уничтожить. Но не смог этого сделать.

## Эзотерика
По местным верованиям, в шахтах до сих по обитает дух Валумбе, и они потому ассоциируются с невезением и смертью.